# Каті Вольф
Каталіна Во́льф (угор. Wolf Kati; нар. 24 вересня 1974, Сентендре) — угорська співачка. Відома участю в «The X Factor Show» 2010. Представила Угорщину на Євробаченні 2011 з піснею «What About My Dreams?», де посіла 22 місце.

## Біографія
Народилася і виросла в невеликому угорському місті Сентендре. Її батько — угорський композитор Петер Вульф, який писав музику для багатьох угорських музикантів. Каті має двох старших братів.
Одружена, виховує двох дітей.

## Кар'єра
Співачка брала участь у багатьох джаз-колективах, таких як «Queen Tribute», «Stúdió Dél», «Sunny Dance Band».
У 2009 Вольф випустила дебютний альбом «Wolf-áramlat». У 2010 брала участь у місцевому конкурсі «The X Factor», на якому зайняла шосте місце.
9 березня 2011 року телеканал MTV — Угорщина провів національний відбір на Євробачення. Співачка зайняла перше місце з піснею на угорській мові «Szerelem, miért múlsz?», однак у першому півфіналі конкурсу (10 травня) виконає англомовну версію цієї композиції — «What About My Dreams?».

## Дискографія

### Альбоми
- 2009 — Wolf-áramlat
- 2011 — Az első X — 10 dal az élő showból

### Сингли
- 1981 — Vuk dala
- 2011 — Szerelem, miért múlsz?